# Bunda
Bunda – miasto w północnej Tanzanii w regionie Mara, w pobliżu Jeziora Wiktorii.